# David Bagares gata
David Bagares gata är en tvärgata på Norrmalm i Stockholm mellan Malmskillnadsgatan i väster och Birger Jarlsgatan i öster. 
Gatan har fått sitt namn efter bagaren David Lamb (död 1611) som hade en gård (“David Bagares gårdh”)  i närheten. Andra namn var även David Bagares gränd och David Bagares backe. Sitt nuvarande namn fick gatan år 1857. Gatan för rätt över Brunkebergsåsen och trappor leder upp till korsningen med Regeringsgatan. För att underlätta passagen byggdes en gångtunnel, Brunkebergstunneln, mellan 1884 och 1886. Tunnelingången börjar en bit in på David Bagares gata.
Gatan är för den svenska allmänheten, även utanför Sverige, närmast känd för sin koppling till mordet på Olof Palme då mördarens flyktväg löpte utmed denna gata. På David Bagares gata låg också den nattklubb, Dambergs, där ensemblen After Dark en gång började med sina dragshower.

## Byggnader i urval
- I hörnet vid Birger Jarlsgatan på David Bagares gata 1 invigdes 1911 Nya Intima Teatern. Byggnaden som ritades av Carl Bergsten har därefter tjänstgjort som biograf men är idag affärslokal.
- Huset på nr. 5 är en tryckeribyggnad som restes 1906–1908. Huset ritades av Dorph & Höög och rymmer idag lokaler för Cancerfonden.
- Stuckatörens hus ligger på nr. 10 och uppfördes 1882–1883 av dåtidens främste stuckatör, Axel Notini, som själv utförde stuckarbetena i huset, och hans paradlägenhet en trappa upp är numera museum.
- Längre upp på Brunkebergsåsen på nummer 19 ligger nöjespalats Nalen, som ursprungligen var ett ordenshus byggt av Samfundet Enighet och Vänskap 1886–1887.